# Торум Маа
Торум Маа — этнографический музей под открытым небом, расположенный в городе Ханты-Мансийске, Россия. Экспозиция посвящена культуре хантов и манси.

## История
Музей был основан в 1987 году по инициативе представителей хантыйской и мансийской творческой интеллигенции — Ювана Шесталова и Еремея Айпина — на одном из холмов в городе Ханты-Мансийске. Название «Торум Маа» в переводе с мансийского языка означает «Священная земля». Первоначально музей находился в подчинении окружного Дома народного творчества народов Севера, а в 1989 году стал самостоятельной структурной единицей — бюджетным учреждением Ханты-Мансийского автономного округа — Югры. Первым директором музея была Реональда Степановна Ользина.

## Экспозиция
Экспозиция музея включает несколько секторов: «летнее стойбище ханты реки Аган» (включает летний дом, лабазы, печь, коптильню и кострище), «Зимнее поселение северных манси» (включает зимний дом, лабазы, различные хозяйственные постройки), «Святилище обских угров» и «охотничья тропа» (включает разнообразные ловушки на зверя). На территории музея проводятся традиционные праздники и обряды хантов и манси (например, «обряд угощения Луны „Тылащ пори“» и «Вороний день»). По состоянию на 2020 год собрание музея насчитывало около 6500 единиц хранения.